# بنت اونوند رامسفیل
بنت اونوند رامسفیل (نروژی: Bent Ånund Ramsfjell؛ زادهٔ ۳۰ نوامبر ۱۹۶۷) ورزشکار کرلینگ اهل نروژ است.